# Matsudaira Tarō

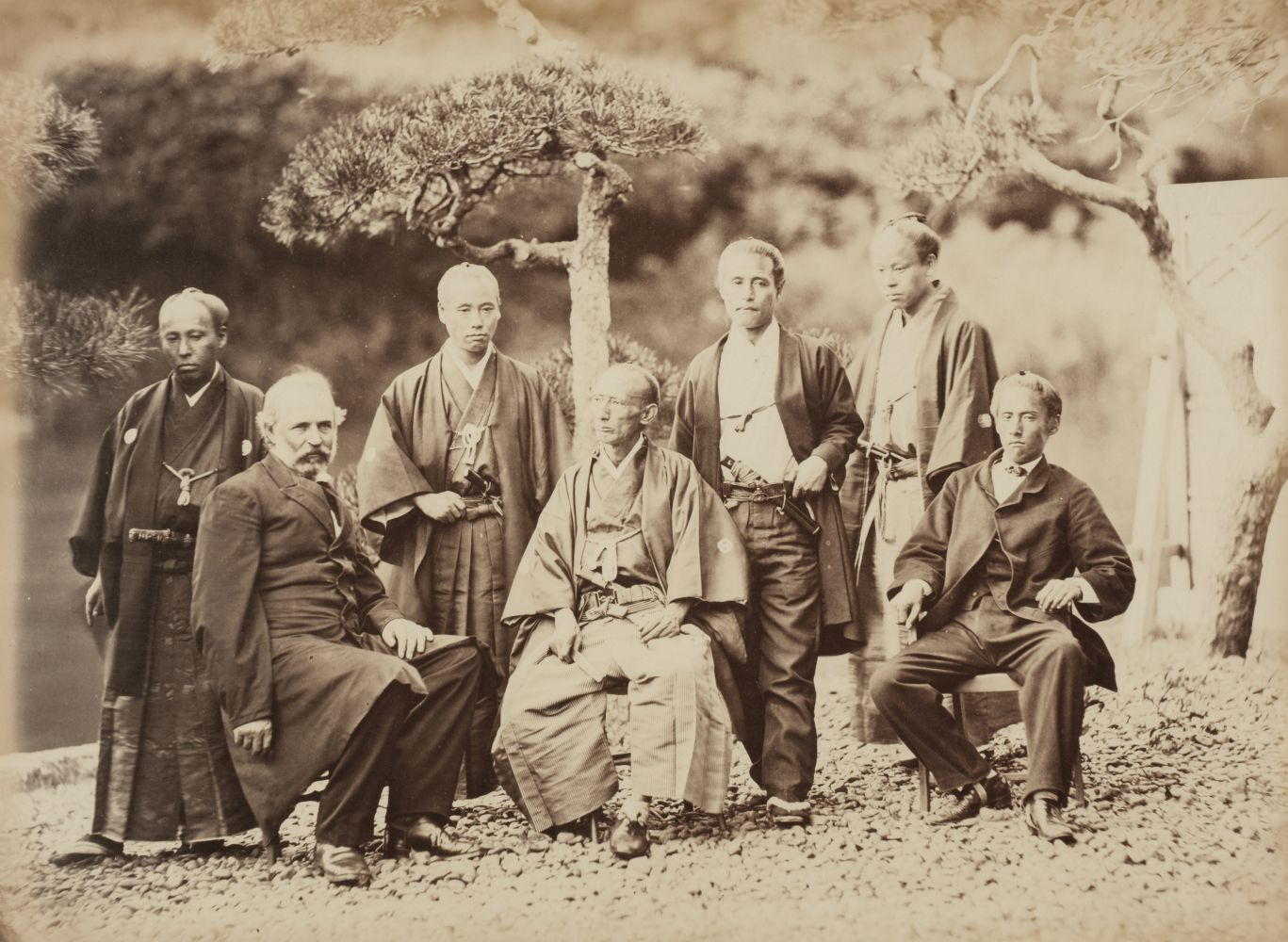
Người thứ hai từ bên phải là Matsudaira Tarō. Những người khác gồm Ōzeki Masuhiro, Katsu Kaishū, Inaba Masami, Ishikawa Shigetaka, Robert B. Van Valkenburgh (Công sứ Mỹ), Ezure Akinori (Ngoại quốc phụng hành).

Matsudaira Tarō (松平 太郎 (Tùng Bình Thái Lang) 1839–24 tháng 5 năm 1909) là gia thần Mạc phủ Tokugawa, Tổng Tư lệnh Quân đội dưới quyền Bộ trưởng Lục quân Katsu Kaishū, trong thời kỳ Bakumatsu, và sau đó trở thành Phó Tổng tài phụ trách Nội vụ và Đối ngoại của Cộng hòa Ezo trong chiến tranh Boshin. Còn có tên gọi khác là Masachika (正親 Chính Thân). Sau khi mất được truy phong Chính thất vị (正七位 Shōshichii).

## Tiểu sử
Matsudaira Tarō là con trai của gia thần Mạc phủ Matsudaira Kurōzaemon, lớn lên vào học trường tư thục của học giả Phật giáo thành Edo tên là Murakami Hidetoshi. Từ năm 1861 đến năm 1864, ông giữ chức Áo hữu bút (奥右筆 Okuyūhitsu) trong Mạc phủ, và trở thành Trưởng quan Ngoại quốc phụng hành (外国奉行 Gaikoku bugyō) vào tháng 6 năm 1867.
Khi chiến tranh Boshin bùng nổ vào tháng 1 năm 1868, thì sang tháng 2, ông được bổ nhiệm làm Lục quân phụng hành tịnh (陸軍奉行並 Rikugun bugyōnami) cầm đầu bộ binh, dưới sự chỉ huy của Lục quân tổng tài (陸軍総裁 Rikugun sōsai) Katsu Kaishū chịu trách nhiệm ngăn ngừa quân cựu Mạc phủ chống đối quân đội triều đình. Matsudaira, vốn là người theo phe chủ chiến, quyết định đi theo nhóm Ōtori Keisuke và Enomoto Takeaki tổ chức kháng cự với quân tân chính phủ đến cùng. Ông bèn trốn khỏi thành Edo và gia nhập với Ōtori ở Imaichi, cung cấp ngân quỹ dành cho quân sự. Sau đó, chịu thua trong trận Aizu, ông lui về vùng Ezo cùng với Enomoto và tàn quân cựu Mạc phủ.
Enomoto tổ chức bỏ phiếu trong "cuộc bầu cử công khai" (tuyển cử) diễn ra sau khi vùng Ezo bị chiếm đóng, ông được bổ nhiệm làm Phó Tổng tài (副総裁 Fuku sōsai) phục vụ chính quyền Hakodate. Matsudaira chủ yếu làm việc trong lĩnh vực nội vụ và ngoại giao, và đóng vai trò là trợ thủ đắc lực của Enomoto. "Tài năng kiểu Tây" của Enomoto được cho là "Hồn Nhật Bản" của Matsudaira, khiến ông trở nên nổi tiếng trong hàng ngũ quan chức cựu Mạc phủ. Đến khi quân tân chính phủ tung ra đợt tổng tấn công vào tháng 5 năm 1869, dù đã cố sức chiến đấu với quân địch thế nhưng do sức cùng lực kiệt buộc Matsudaira phải ra đầu hàng quan quân vào ngày 18 tháng 5 năm 1869.
Sau khi mở cửa thành Goryokaku vào ngày 7 tháng 6, ông bị áp giải cùng Enomoto và những người khác đến Tokyo, giống như Enomoto và Ōtori, họ đều bị giam tại Sở Thẩm vấn Tatsunoguchi ở Tokyo. Năm 1872, Matsudaira được chính phủ Minh Trị phóng thích và điều động tới làm việc tại Hakodate phụ trách khai khẩn đất đai ở Hokkaido với chức danh Khai thác sứ (開拓使 Kaitakushi), nhưng ông chỉ làm việc trong một thời gian ngắn rồi xin từ chức vào năm sau.
Về sau, ông làm quyền tham tán tỉnh Mizuma rồi được Bộ Ngoại giao cử sang công tác tại Vladivostok nước Nga nhưng sớm nghỉ hưu. Không còn lo chuyện công vụ nữa, Matsudaira dư dả thời gian bèn đứng ra tự điều hành một doanh nghiệp buôn bán địa phương và một doanh nghiệp dệt may ở Trung Quốc, nhưng thiếu tài năng của một thương gia nên gặp thất bại, hết sạch vốn liếng đến nỗi phải sống lưu vong trong nhiều ngày liền. Vào những năm cuối đời, vợ con ông được cho là sinh sống dưới sự bảo trợ của Enomoto cùng với người em trai Korokurō.
Năm 1909, ông qua đời vì bệnh tại một khu nghỉ dưỡng suối nước nóng ở quận Kamo xứ Izu. Ngày mất là ngày 24 tháng 5 và cũng có thuyết nói là ngày 25 hoặc 26, hưởng thọ 71 tuổi.